# Mortuary (französische Band)
Mortuary ist eine französische Thrash- und Death-Metal-Band aus Nancy, die im Jahr 1989 unter dem Namen Total Dead gegründet wurde.

## Geschichte
Die Band wurde im Jahr 1988 gegründet, nachdem sich Bassist Jean-Noël Verbecq (ex-Traktor, ex-Wolfen) und Sänger Patrick Germonville (ex-Sleuth Eyes) bei einem Konzert kennengelernt hatten. Ihnen schlossen sich Gitarrist Gilles Pincet (ex-Wolfen) an; erste Proben fanden Ende 1988 statt. Im März 1989 kamen Jean Paul Gralak und Guy Pommet zur Band. In dieser Besetzung wurde Rejected by Death… mit einem Kassettenrekorder aufgenommen. Ab 1990 kam die Band mit Mercyless, Aleister und Shud in Kontakt und wurde im französischen Untergrund wahrgenommen. Im März 1990 spielte die Band im Studio Audigraf in Nancy in zwei Tagen die 8-Spur-Demoaufnahme Below the Marble ein, die in Nancy, bei französischen Fanzines und Rundfunksendern, aber auch dem chilenischen Brutal Zine, dem US-amerikanischen Metal Pages und dem jugoslawischen No Name Magazine gut ankam. Im Juli 1992 entstand nach Pincets Ausstieg zur Gründung der Band Depraved, einigen Konzerten in Frankreich und der Entstehung von sechs neuen Stücken die 16-Spur-Demoaufnahme In Harmony With Brutality. Die Band gab außerdem ein erstes Konzert in Belgien mit God Dethroned und Spithead. Jean Serge Kuhn (ex-Dr Mezcal) wurde neuer Gitarrist von Mortuary. Um an einen Plattenvertrag zu kommen, bereitete die Band in dieser Besetzung eine weitere Aufnahme vor. 1993 verließ Pommet Mortuary; er wurde durch Yves Chateaux ersetzt. In dieser Besetzung entstand 1994 The Mortified Faces im Studio Amper in Clouange mit Jean Pascal Boffo. Neben zahlreichen weiteren Konzerten trat die Band auf einem Festival in Ludwigshafen am Rhein zusammen mit u. a. Vibrion aus Argentinien und Mangled aus den Niederlanden auf. Gralak verließ die Band 1994 aus persönlichen Gründen, was die Band als großen Verlust bezeichnete; sie habe keinen gleichwertigen Ersatz gefunden, weshalb sie mit vier Mitgliedern fortgeführt wurde. Nach weiteren Auftritten und der Komposition neuer Titel begegnete die Band dem Gitarristen Alexis Baudin, der sich ihr anschloss. Außerdem trennte sie sich von Kuhn, da es ihm an Motivation fehlte, womit die Band zur Viererbesetzung zurückkehrte. In dieser arbeitete sie an der Realisierung ihres Debütalbums Hazards of Creation, das im November 1995 im Studio Triangle in Augny aufgenommen wurde; da die Band keinen ernsthaften Kontakt zu einer Plattenfirma hatte, erschien es in Eigenveröffentlichung. Aufgrund konsequenter Promotion kam die Band mit zahlreichen Plattenfirmen, Fanzines und Radiosendern in Kontakt. Sie gab außerdem zahlreiche Konzerte unter anderem mit Obituary, Coroner, S.U.P und Agressor.
1997 kam der an der Musikschule von Nancy ausgebildete Gitarrist Christophe De La Fuente zu Mortuary, und die Band kam mit Thunder Productions in Kontakt; der Betreiber Jean-Hervé Crepot nahm die Band unter Vertrag, worauf diese zwölf neue Titel für das Album Eradicate komponierte. Dieses wurde in Brüssel unter der Leitung von Bruno Donini (Loudblast, SUP) aufgenommen. Der Titel Killing Waves wurde im Juli 1998 außerdem auf einer Kompilation des französischen Magazins Hard Rock veröffentlicht. Die Band gab wieder zahlreiche Konzerte unter anderem mit Krabathor.
1999 verlor die Band ihre Plattenfirma, als diese ihre Aktivitäten einstellte, und Christophe De La Fuente sowie Jean-Yves Chateaux stiegen aus. Die verbliebenen Mitglieder führten die Band fort und stießen auf den Gitarristen Christophe Touly. Außerdem nahm die Plattenfirma Pavement Music Mortuary für drei Alben unter Vertrag und verschaffte ihr einen internationalen Vertrieb. Der Band fehlte jedoch ein Schlagzeuger; mehrere Proben verliefen ohne Erfolg, bis sie auf Dirk Verbeuren (u. a. Scarve, Soilwork, Aborted) stieß.
2001 wurde der Mortuarys Vertrag von Pavement Music gekündigt. Die Band nahm in den Atomic Art Studios Agony in Red auf. Das Album erschien 2003 über Anvil Corp., 2004 folgte mit Welcome to the Morgue die Wiederveröffentlichung ihrer ersten beiden Alben. Schlagzeuger Verbeuren verließ die Band und wurde durch Gaël Feret (Misanthrope, Triple Effect) ersetzt, Gitarrist Paul Perrin ersetzte Touly.
2005 wurde Agony in Red in Russland über CD-Maximum vertrieben. Außerdem begann die Band mit der Arbeit am Album G.O.D., und es entstand eine Promo-Aufnahme mit drei Titeln, um an einen neuen Plattenvertrag zu kommen. Im April 2007 kam Johann Valleck als neuer Schlagzeuger zur Besetzung, sodass ab September weitere Konzerte folgten. Im Sommer 2009 nahm die Band ihr nächstes Album namens G.O.D. auf. Das Album erschien im Jahr 2010 über Pervade Productions.

## Stil
Als Einflüsse gibt die Band „all die Musik von Irren, Psychopathen und anderen Verrückten, die unsere Jugend gerockt hat“ an. Agony in Red wird von Mortuary als ihre brutalste Veröffentlichung bezeichnet. Below the Marble enthält ein Stück, das zum Spaß und als Hommage an die Bee Gees aufgenommen wurde. Ab In Harmony With Brutality enthielt die Musik zunehmend Death-Metal-Einflüsse. Mit Jean Serge Kuhn und seinem entwickelteren Gitarrenstil bekam die Band 1992 einen zusätzlichen Impuls, während sich mit Yves Chateaux die Rhythmik der Band veränderte; selbiges gilt für den ausgebildeten Gitarristen Christophe De La Fuente. Nach dem Erscheinen von Eradicate wurde die Band in der Metal-Presse mit Immolation, Malevolent Creation und Gorguts verglichen. metal-observer.com bezeichnet das Spiel des Schlagzeugs auf Agony in Red als „wahnsinnig“ und die Akkorde als „irrwitzig schnell“, was insgesamt zu einem „kontrollierten Chaos“ führe. Die meisten Lieder würden sich an Liedern von Nasum oder Origin und weniger an reinen Thrash-Metal-Bands orientieren.

## Diskografie
- 1989: Rejected by Death… (Demo, Eigenveröffentlichung)
- 1990: Below the Marble (Demo, Eigenveröffentlichung)
- 1992: In Harmony with Brutality (Demo, Eigenveröffentlichung)
- 1994: The Mortified Faces (Demo, Eigenveröffentlichung)
- 1996: Hazards of Creation (Album, Triangle Productions)
- 1998: Eradicate (Album, Pavement Music)
- 2002: Agony in Red (Album, Anvil Corp.)
- 2005: Promo (Demo, Eigenveröffentlichung)
- 2006: Welcome to the Morgue (Kompilation, Anvil Corp.)
- 2010: G.O.D. (Album, Pervade Productions)